# Hunter (Kansas)
Hunter è un comune degli Stati Uniti d'America, situato nello Stato del Kansas, nella contea di Mitchell.